# Bergheim, Haut-Rhin
Bergheim este o comună în departamentul Haut-Rhin din estul Franței. În 2009 avea o populație de 1.906 de locuitori.

## Evoluția populației
| An        | 1975  | 1982  | 1990  | 1999  | 2006  | 2009  |
| --------- | ----- | ----- | ----- | ----- | ----- | ----- |
| Populație | 1.703 | 1.774 | 1.802 | 1.830 | 1.837 | 1.906 |